# SCG
Công ty TNHH xi-măng Siam  hay SCG, là công ty xi-măng lớn nhất Thái Lan và  được niêm yết trên sàn giao dịch chứng khoán Thái Lan. Trong năm 2011, SGC được xếp hạng là công ty lớn thứ 2 tại Thái Lan và thứ 620 trên toàn thế giới bởi Forbes 2000.
Được thành lập dưới nghị định hoàng gia của nhà vua Vajiravudh (vua Rama VI) năm 1913. Kể từ đó, công ty đã mở rộng sang nhiều doanh nghiệp với 5 mảng cốt lõi: hóa chất, giấy, xi-măng, vật liệu xây dựng và phân phối. Công ty được quản lý bởi "Cục Quản lý Tài sản Hoàng gia" – sở hữu 30% cổ phần của xi-măng Siam.
SCG bao gồm hơn 100 công ty thuộc 5 tập đoàn kinh doanh. Sử dụng gần 24.000 nhân viên và sản xuất hơn 64.000 các loại sản phẩm. Các sản phẩm được bán trong nước và xuất khẩu đến tất cả các khu vực trên thế giới. Hầu hết các công ty trong tập đoàn đều đã được công nhận tiêu chuẩn ISO 9002 về quản lý chất lượng, ISO 14001 về quản lý môi trường, TIS 18001 về bảo vệ sức khỏe và an toàn, thường đi đầu trong lĩnh vực công nghiệp của mình. SCG cũng nhận được nhiều giải thưởng trong nước và quốc tế trong nhiều lĩnh vực khác nhau.
Vào ngày 26/2/2013, công ty đã thông báo rằng họ đang lên kế hoạch xây dựng nhà máy xi-măng mới tại  và cũng bắt đầu tìm mua những công ty có liên quan trong khu vực. Trong tuyên bố tương tự, công ty đã công bố tổng tài sản của mình ở Indonesia là  983.000.000 $.